# Повінь у Центральній Європі (1997)
Повінь у Центральній Європі 1997 відбулася в липні 1997 року, коли вийшли з русел річки Одра і Морава. Природне лихо торкнулося південної та західної частин Польщі, Чехії, східної Німеччини (Лужиця), північно-західної Словаччини та східної Австрії. У Чехії, Німеччині та Польщі загинуло 114 осіб і було завдано матеріальної шкоди майже на 4,5 млрд дол. США. 56 людей загинули в Польщі, а збиток оцінювався приблизно в 3,5 млрд дол. Саме в Польщі ця повінь вважається однією з найкатастрофічніших за всю історію країни, через що їй дали назву Повінню тисячоліття (пол. Powódź tysiąclecia).

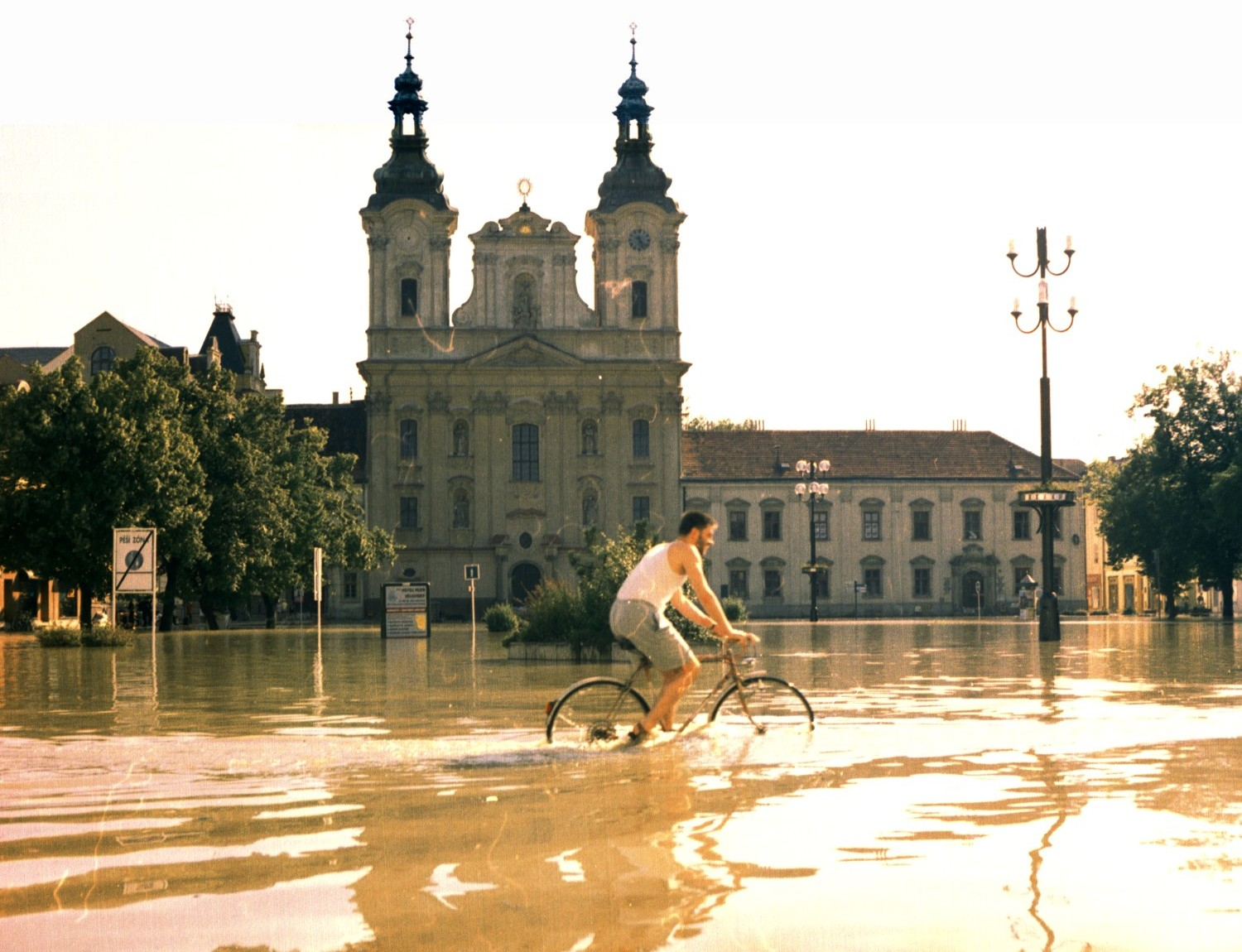
В Угерській Градішті (Чехія) річка Морава затопила історичний центр міста

## Причини

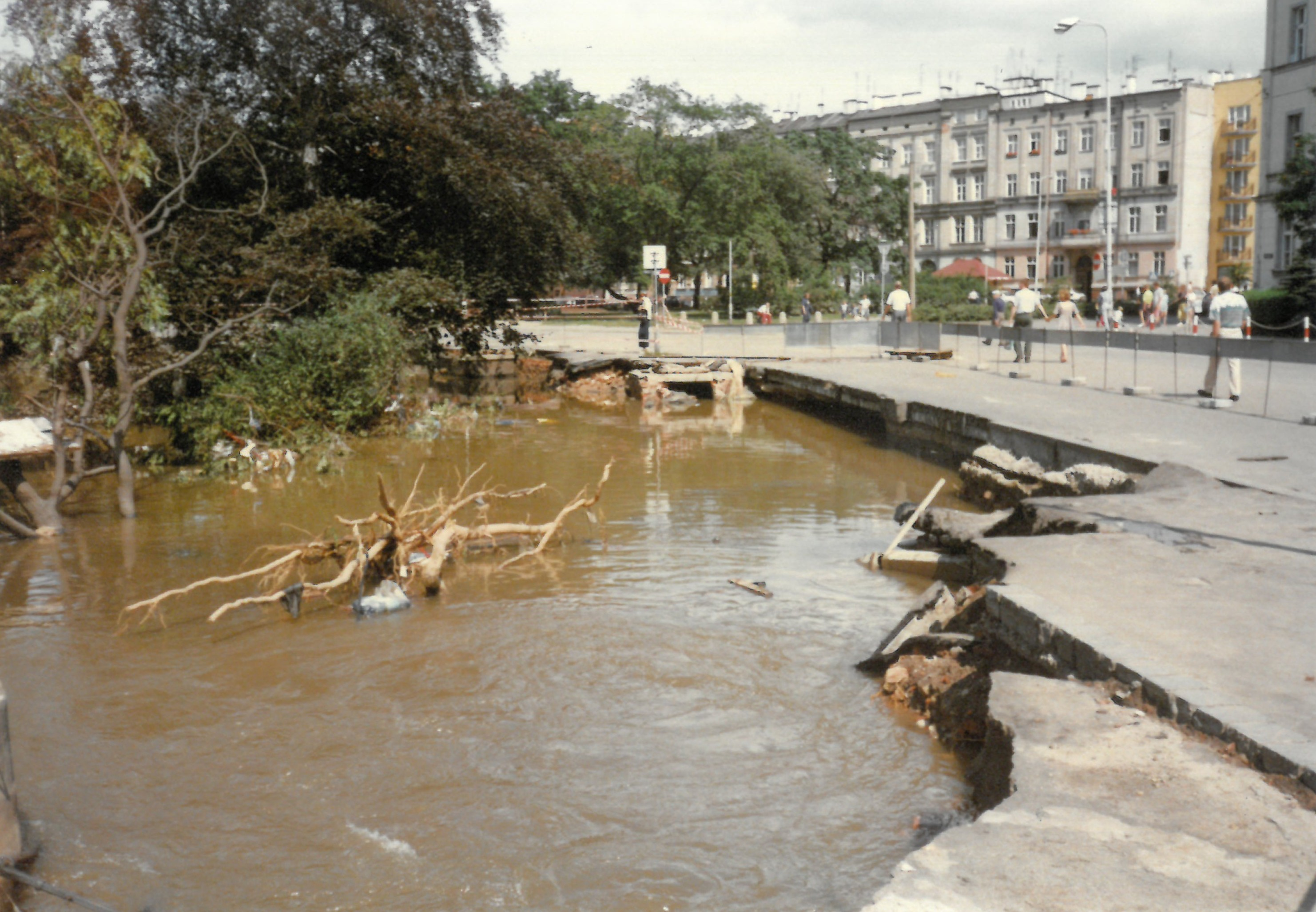
Повінь у Вроцлаві, Підвальна вулиця біля Красінського, Домбровського та Комуни Паризької. В лівій частині фото міський рів

Повінь у 1997 році була викликана двома послідовними хвилями сильних опадів, спричинених Генуезьким циклоном, під час якого він формується над північною Італією, чим викликаний припливом прохолодного повітря із Західної Європи. За рахунок цього зрушення на північний схід, прямуючи до Балкан, ця система спричинила приплив маси гарячого повітря морського походження з Чорного та Середземного морів на північ. Контакт теплого вологого повітря з прохолодним з Балтійського моря привів до злив на кордоні обох повітряних мас.
З 4 по 8 липня 1997 року в районі між Вроцлавом, Катовицями та Брном було зафіксовано понад 200 мм опадів; найбільша кількість опадів зафіксована в районі гори Прадід (чеськ. Praděd) — 455 мм та в місті Ратибор — 244 мм. У районі, де сталася повінь (від Польщі до Австрії), місячна кількість опадів випала протягом кількох днів. Через два тижні, з 18 по 22 липня, Чехія перебувала в діапазоні низького тиску від центру над Італією. Це викликало тривалі опади переважно в гірському масиві Карконоші та в Ізерських горах. У період з 18 по 21 липня в районі гори Прадід випало 139 мм опадів, в місті Велюнь — 116 мм, а в місті Ченстохова — 115 мм, що також еквівалентно сумі місячних опадів у цих місцях.
Протягом усього липня сума опадів перевищувала середньомісячний в три або чотири рази, а в горах — у п'ять разів.